# Christopher Allen
Christopher Allen (Banjul, 19 dicembre 1989) è un ex calciatore gambiano, di ruolo portiere.

## Carriera

### Nazionale
Ha partecipato ai Mondiali Under-20 del 2007; tra il 2010 ed il 2015 ha invece giocato complessivamente 13 partite con la nazionale maggiore gambiana.